# 카하네주의
카하네주의는 국수주의 정치인 메이르 카하네가 주장한 극단적인 시온주의 사상으로, 이스라엘에 거주하는 아랍인들이 유대인과 이스라엘 자체의 적이며 비유권자들이 투표권을 갖지 않는 한 유대인 신정주의 국가를 세워야 한다고 주장하였다. 자신이 조직한 유대방위연맹과 카흐의 대표적인 이념으로 알려져 있다.
1988년 이스라엘 정부는 카하네를 인종주의자로 규정하여 자신의 정당인 카흐를 금지시켰고, 2001년 유엔 인권 고등판무관 사무소가 카하네의 웹사이트가 "아랍인들 특히 팔레스타인 내의 아랍인들은 비방당했다"는 증오 사이트라고 설명하였다.
카흐 해산 이후 유대방위연맹과 카흐에 남아있는 세력들은 계속해서 카하네주의 단체를 조직하여 현재까지 이어지고 있다.